# NGC 7179
NGC 7179 ist eine Balken-Spiralgalaxie vom Hubble-Typ SBbc im Sternbild Indianer am Südsternhimmel. Sie ist schätzungsweise 129 Millionen Lichtjahre von der Milchstraße entfernt und hat einen Durchmesser von etwa 80.000 Lichtjahren. Gemeinsam mit NGC 7192, NGC 7191, NGC 7219 und PGC 68473 bildet sie die kleine NGC 7192-Gruppe (LGG 452).
Im selben Himmelsareal befinden sich u. a. die Galaxien NGC 7191 und NGC 7192.
Das Objekt wurde am 22. Juni 1835 von John Herschel entdeckt.